# CHAP
CHAP es un protocolo de autenticación por desafío mutuo (CHAP, en inglés: Challenge Handshake Authentication Protocol) y fue definido en la RFC 1994.
Es un método de autenticación remota o inalámbrica. Diversos proveedores de servicios emplean CHAP. Por ejemplo, para autenticar a un usuario frente a un ISP.

## Uso
CHAP es un método de autenticación usado por servidores accesibles vía PPP. CHAP verifica periódicamente la identidad del cliente remoto usando un intercambio de información de tres etapas. Esto ocurre cuando se establece el enlace inicial y puede pasar de nuevo en cualquier momento de la comunicación. La verificación se basa en un secreto compartido (como una contraseña).
1. Después del establecimiento del enlace, el agente autenticador manda un mensaje que «pide verificarse» al usuario.
2. El usuario responde con un valor calculado usando una función hash de un solo sentido, como la suma de comprobación MD5.
3. El autenticador verifica la respuesta con el resultado de su propio cálculo de la función hash. Si el valor coincide, el autenticador informa de la verificación, de lo contrario terminaría la conexión.
4. A intervalos aleatorios el autenticador manda una nueva «comprobación de veracidad», con lo que se repite el proceso.

CHAP protege contra los ataques de REPLAY mediante el uso de un identificador que se va incrementando y un valor de verificación variable. CHAP requiere que el cliente mantenga el secreto disponible en texto plano.

Microsoft ha implementado el CHAP en su protocolo MS-CHAP.
- Datos: Q1060131